# Turany nad Ondavou
Turany nad Ondavou – wieś (obec) na Słowacji położona w kraju preszowskim, w powiecie Stropkov. Pierwsze wzmianki o miejscowości pochodzą z 1567 roku.
Według danych z dnia 31 grudnia 2012 roku, wieś zamieszkiwało 397 osób, w tym 203 kobiety i 194 mężczyzn.
W 2001 roku rozkład populacji względem narodowości i przynależności etnicznej wyglądał następująco:
- Słowacy – 97,34%
- Czesi – 0,48%
- Rusini – 0,72%
- Ukraińcy – 0,24%

Ze względu na wyznawaną religię struktura mieszkańców kształtowała się w 2001 roku następująco:
- Katolicy rzymscy – 91,06%
- Grekokatolicy – 5,07%
- Ewangelicy – 0,24%
- Prawosławni – 1,69%
- Ateiści – 0,24%
- Nie podano – 1,69%